# Thijs Römer
Pour les articles homonymes, voir Römer.
 (octobre 2018).
Si vous disposez d'ouvrages ou d'articles de référence ou si vous connaissez des sites web de qualité traitant du thème abordé ici, merci de compléter l'article en donnant les références utiles à sa vérifiabilité et en les liant à la section « Notes et références ».
Thijs Römer, né le 26 juillet 1978 à Amsterdam, est un acteur, réalisateur et producteur néerlandais.

## Vie privée
Il est le frère cadet de l'actrice Nienke Römer. Il est le beau-frère de l'acteur et présentateur Frederik Brom. De 2006 à 2015, il est marié avec l'actrice/chanteuse Katja Schuurman.

## Filmographie

### Cinéma
- 2004 : Cool de Theo van Gogh
- 2004 : 06/05 (nl) de Theo van Gogh[3]
- 2006 : Afblijven (nl) de Maria Peters[4]
- 2007 : Blind Date de Stanley Tucci : Waiter[5]
- 2007 : Kapitein Rob en het geheim van professor Lupardi (nl) de Hans Pos[6]
- 2009 : Kus de Joost van Ginkel[7]
- 2009 : Stella's oorlog (nl) de Diederik van Rooijen[8]
- 2010 : Dik Trom (nl) de Arne Toonen[9]
- 2011 : Claustrophobia de Bobby Boermans[10]
- 2012 : Alles is familie (nl) de Joram Lürsen : Rutmer de Roove[11]
- 2013 : Daglicht (nl) de Diederik van Rooijen[12]
- 2017 : Bella Donna's de Jon Karthaus : Roel[13]
- 2018 : Holiday d'Isabella Eklöf : Thomas[14]

### Téléfilms
- 2000-2001 : Wet & Waan (nl) : Sweder
- 2001 : Russen (nl) : Mark van Bergen
- 2002 : Spangen (nl) : Arno Emmerich
- 2002-2003 : Najib en Julia (nl) : Floris
- 2002-2003 : Boks (nl) : Youri van Vlaanderen
- 2004 : Ernstige Delicten (nl) : Dave de Jong
- 2003-2005 : Meiden van De Wit (nl) : Freek van de Wetering
- 2005-2007 : Grijpstra & De Gier (nl) : Van Duyvenbode
- 2005-2006 : Medea de Theo van Gogh : Jason[15]
- 2012-2018 : Moordvrouw : Evert Numan[16]
- 2015 : Dagboek van een callgirl (nl) : Thomas Winkel
- Depuis 2014 : Nieuwe buren (nl) : Steef[17]
- 2016 : Weemoedt (nl) : Job Weemoedt
- 2018 : Mocro Maffia

### Réalisateur et producteur
- 2008 : Het wapen van Geldrop (nl)[18]
- 2012 : Guilty Movie (nl)[19]